# HMS Garth (L20)
Pour les autres navires du même nom, voir HMS Garth.
Le HMS Garth est un destroyer de classe Hunt de type I de la Royal Navy, qui participa aux opérations navales contre la Kriegsmarine (marine Allemande) pendant la seconde Guerre mondiale.

## Construction
Le Garth est commandé le 21 mars 1939  dans le cadre de programmation de 1939 pour le chantier naval de John Brown & Company à Clydebank en Ecosse. La pose de la quille est effectuée le 8 juin 1939, le Garth est lancé le 14 février 1940 et mis en service le 1er juillet 1940.
Il est parrainé par la communauté civile de Wokingham dans le Berkshire, dans le cadre de la Warship Week (semaine des navires de guerre) en mars 1942.
Le Garth fait partie du premier lot de dix destroyers de classe Hunt. Ils doivent résoudre une pénurie de destroyers, notamment pour les tâches d’escorte. Ils doivent combiner le lourd armement anti-aérien des sloops de la classe Bittern avec une vitesse de 29 noeuds pour une liaison plus rapide avec la flotte.
Un test d'inclinaison lors de l'aménagement du navire montré une erreur de conception qui rend le navire dangereusement instable. Pour rétablir la stabilité à des niveaux acceptables, un canon de marine de 4 pouces QF Mk XVI est retiré, la superstructure et l'entonnoir du navire sont coupés et un ballast supplémentaire est installé. Une fois modifié, le Garth est mis en service le 1er juillet 1940.

## Histoire

### Seconde Guerre mondiale
Lors de sa mise en service en 1940, le Garth est affecté aux eaux intérieures, notamment aux atterrages occidentaux et la Manche. Il assure la couverture du monitor HMS Erebus lors de l'évacuation de Dunkerque
. En novembre 1940, avec le HMS Campbell, il coule le Schnellboot S38 au large de Southwold ; c'est le premier Schnellboot coulé lors de l'attaque d'un convoi côtier.
En 1941 et 1942, il continue d'escorter pour la défense des convois au large de la côte orientale. Il couvre le raid de Dieppe en août 1942. En février 1943, le Garth atteint et coule le Schnellboot S73 au large de Yarmouth.

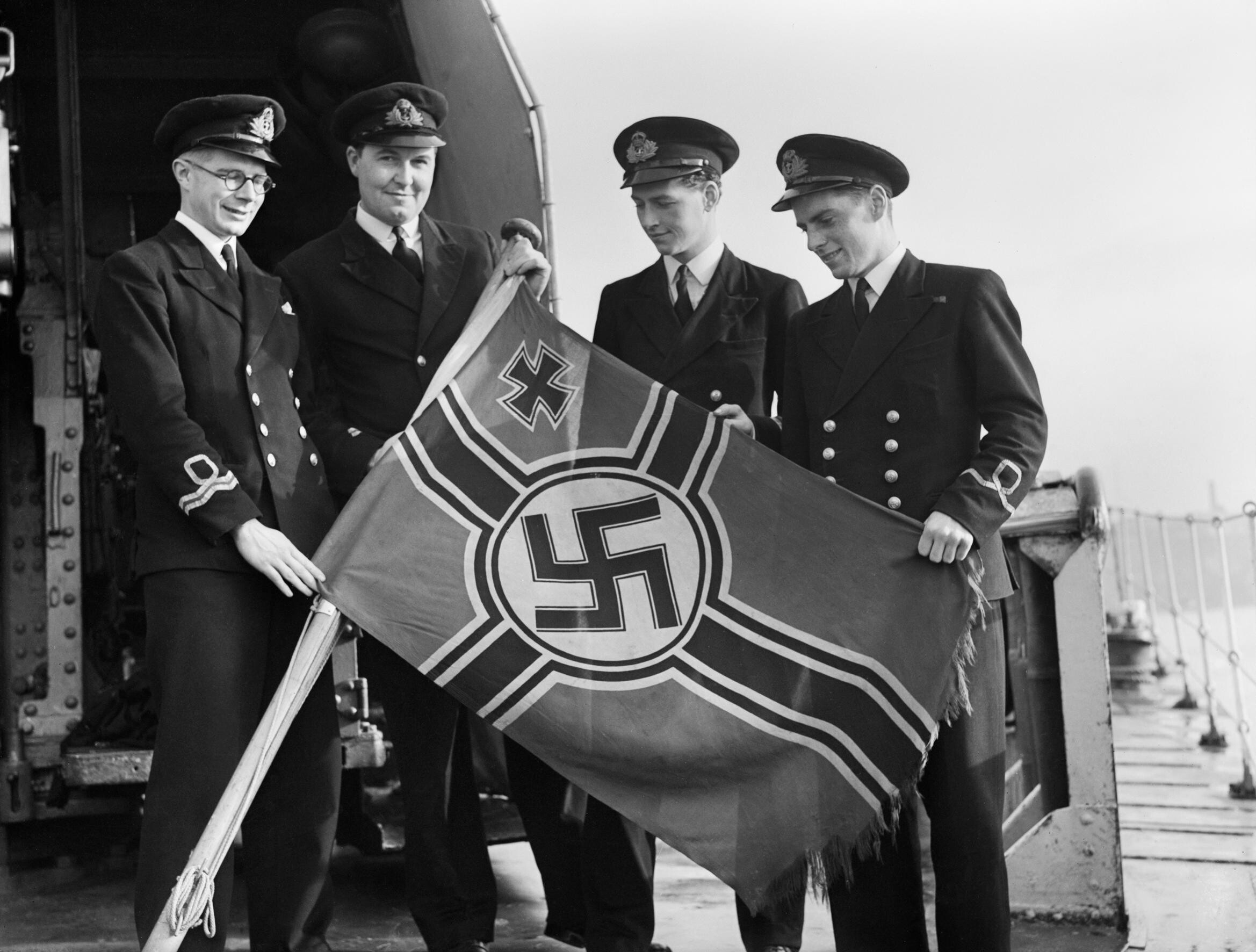
Officiers de la Royal Navy à bord du HMS Garth, munis du drapeau d'un Schnellboot allemand capturé à Sheerness le 21 octobre 1944.

En avril 1944, le Garth prend part au débarquement de Normandie pendant l'opération Neptune. En octobre 1944, il fournit un appui au tir naval avant l'assaut des Alliés à Walcheren, qui défend l'estuaire de l'Escaut et le port d'Anvers. Il reprend les fonctions d'escorte et de patrouille de convoi en mer du Nord.
En août 1945, il participe à la première British Navy week dans un port étranger, à Rotterdam, avec aussi le croiseur HMS Bellona, le destroyer HMS Onslow ainsi que le sous-marin HMS Tuna. Les navires étrangers comprennent deux des sous-marins de la marine néerlandaise de la classe T, Dolfijn et Zeehond.

### Après guerre
Le HMS Garth est resté dans le Nore Command jusqu'à ce qu'il soit désarmé et réduit au statut de réserve à Sheerness en décembre 1945 pour être utilisé comme navire d'hébergement. Lorsque la division Sheerness, la flotte de réserve a fermé le navire a été transféré à Harwich et plus tard à Barrow-in-Furness.
Inscrit sur la liste des démolitions en 1958, il est vendu à BISCO pour démolition par Thos W Ward à Barrow et arrive en remorque au chantier des démolisseurs le 15 août de la même année. Sa valeur de rebut a été de 19 000 £ après déduction des coûts de rupture, contre un coût de construction d'environ 150 000 £.

### Honneurs de bataille
- Mer du Nord 1941-1945
- Manche 1942-1944
- Dieppe 1942
- Normandie 1944